# Poinçon-lès-Larrey
 Poinçon-lès-Larrey  là một xã thuộc tỉnh Côte-d’Or trong vùng Bourgogne-Franche-Comté miền đông nước Pháp.